# Old Putten
Old Putten is een buitenplaats en voormalig kasteel bij de Nederlandse stad Elburg, provincie Gelderland.

## Geschiedenis
Het kasteel Old Putten is in de 14e eeuw gebouwd door de familie Van Putten. Dit geslacht kwam oorspronkelijk uit het Land van Vollenhove. In 1363 kreeg Herbern van Putten het kasteel Puttenstein en het hof Old Putten in leen van de hertog van Gelre. Herbern kwam regelmatig in conflict met de steden Hattem, Harderwijk, Elburg en Kampen. Ook met de Utrechtse bisschop kwam het tot aanvaringen vanwege de rooftochten die Herbern ondernam. Zijn kasteel Puttenstein werd uiteindelijk in 1375 door bisschop Arnoud II van Horne verwoest en Herbern trok zich terug op Old Putten.
Door het huwelijk tussen Aleyd van Putten en Herman de Vos van Steenwijk kwam het kasteel Old Putten in de 15e eeuw bij de familie De Vos van Steenwijk terecht. Herman besloot in 1482 om versterkingen aan te leggen rondom het kasteel. Voor Kampen, Hattem, Harderwijk en Elburg vormde dit wederom een bedreiging, waarna ze het kasteel bezetten en in brand staken. Aan de heerlijkheid Old Putten kwam hiermee ook een einde. Herman gaf in 1483 toestemming om de restanten van het slot af te breken, maar dit plan is niet uitgevoerd.
In 1524 erfde de familie Van Haeften het kasteel. In 1687 kwam het in handen van de familie Van Lennep, om in de 18e eeuw te vererven aan de familie Van Coevorden. Zij lieten het oude kasteel afbreken en bouwden op de fundamenten een herenhuis.
In 1840 brandde het herenhuis af. De familie Van Hugenpoth liet het huis vervolgens herbouwen, maar nu in neoclassicistische stijl. Rondom werd een park in Engelse landschapsstijl aangelegd.
Eigenaar Braambeek vestigde in 1870 een jongenskostschool in het landhuis. Deze school werd geen succes. In 1878 overleed Braambeek en het huis werd geveild. De nieuwe eigenaar ir. N.S. Rambonnet liet in 1879 het huis renoveren en bracht interieurs aan in een neogotische en neorenaissancistische stijl. Hiermee wilde hij verwijzen naar de ouderdom en historie van Old Putten.
In 1910 werden het hoofdgebouw uitgebreid aan de achterzijde. Tevens verscheen er een poortgebouw, kwam er een nieuwe brug en werd het koetshuis verbouwd.
Op het landgoed is in de 20e eeuw een natuurcamping aangelegd. Het huis wordt particulier bewoond.

## Beschrijving

### Middeleeuws kasteel
Van het middeleeuwse kasteel resteren alleen nog de kelders, die onderdeel uitmaken van het huidige landhuis. Hoe het kasteel er heeft uitgezien, is niet bekend. Het bestond in ieder geval uit een omgrachte hoofdburcht en een voorburcht. Rondom het complex lag nog een buitengracht. De voorburcht herbergde diverse gebouwen, waaronder gruithuizen.

### Buitenplaats
Het neoclassicistische hoofdgebouw is rechthoekig van vorm en bestaat uit twee verdiepingen, afgedekt door een met pannen bedekt schilddak. De voorgevel is zeven traveeën breed met in het midden de ingangspartij. Het interieur is in diverse neo-stijlen uitgevoerd.
Aan de rechterzijde is een koetshuis van twee verdiepingen aangebouwd. Dit koetshuis is in 1910 sterk verbouwd.
Aan de achterzijde van het hoofdgebouw is in 1910 een uitbreiding geplaatst.
Zowel het hoofdgebouw als enkele bijgebouwen, de brug en de tuinaanleg zijn aangewezen als rijksmonument.
Aalst · Aardenburg · Acquoy · Aerdt · Agistaldaburg · Ahof · Aldenhaag · Aller · Ambe · Ammersoyen · Ampsen · Andelst · Angeroyen · Appelburg · Appelse walburg · Appeltern · Arler · Baak · Babberich · Baer · Baerle · Bakerbosch · Balgoij · Barlham · Batenburg · Beek · Beerenclaauw · Bemmel · Bevervoorde · Bergh · Biljoen · Bingerden · Blankenborg (Laren) · Blankenborg · Blauwe Huis · Blokhuis (Ravenswaaij) · Boelenham · Boetselaersborg · Borculo · Boswaai · Brakel · Den Brakel · Den Bramel · Bredevoort · Broekhuizen · Bronkhorst · Bruchem · Bruinhorst · Brunsberg · Bulkestein · Bunswaard · Burcht van Tiel · Buren · De Buurse · Byland · Byvanck · Caetshage · Camphuysen · De Cannenburch · de Cloese · Coldenhove · Culemborg · Dedinckweerd · Delwijnen · Didam · Diepenbroek · Hof te Dieren · Huis Dijck · Dikke Tinne · Doddendaal · Dodewaard · Doornenburg · Doornik · Doorwerth · Dooyenburg · Dorth · Doseburg · Drakenburg · Dreumel · Druten · Duivelshuis · Eerbeek · De Ehze · Elburg · Eldrik · Emmerik · Engelenburg · Groot Engelenburg · Engelrode · Enghuizen · Enspijk · De Essenburgh · Essenpas · Est · Fokkinck · Gameren · Geerestein · Geldermalsen · De Gelderse Toren · Geldersweerd · Gellicum · Gendt · Gennepestein · Glindhorst · Goudenstein · ‘s-Grevenhoef · Groot Hell · Groenlo · Groesbeek · Huis te Groesbeek · Grunsfoort · Gulden Spijker · Hackfort · Hackforts Veenhuis · Hagen · Hagevoort · Hamerden · Hanepol · Harreveld · Harslo · Hassink · Het Haveke · Hedel · Heeckeren · De Heegh · Hees · De Heest · Hellouw · Hemmen · Hernen · Motte van Hernen · Heumen · Heusden · Hoekelum · Hoekenburg · De Hoeve · De Hof · Hof d'Ooy · Hof van Arkel · Huis het Holt · Holthuis · Het Holtslag · Ter Horst · Houberg · St. Hubertus · Huissen · Hulhuizen · Hulkestein · Hulsen · Hunneschans bij De Duno · Hunneschans bij Uddel · Jonker Bloo · 't Joppe · De Kamp · Karssenberg · Kemnade · Keppel · Kermestein · Kernhem · Kervel · Kiefskamp · De Kinkelenburg · Klein Enghuizen · Kleverburg · Kortenhoeve · Laag Helbergen · Lakenburg · Landfort · Langen · Latenstein · De Lathmer · Lathum · Ter Lede · Leegpoel · Leemcuyl · Leeuwen · Leeuwenbergh · Lensenburg · Lent · Leur · Leuvenum · Leyenburg · Lichtenvoorde · Lievenstein · Loenen · Loevestein · Loil · Loowaard · Luynhorst · Hof te Maasbommel · Magerhorst · Malburgen · Malderburcht · Malsen · Manhorst · Marhulsen · De Marsch · Marveld · Mathena · Maurik · Medel · Medestein · 't Medler · Meinerswijk · De Mellard · Mensink · Mergelp · Meteren · 't Meyerink · Middachten · Millingen · Mussenberg · Nagelhorst · Nederhagen · Nederhemert · Neerijnen · Huis Neerijnen · De Nesch · Nettelhorst · Nieuwe Blokhuis ·  Nijburg · Nijenbeek · Old Putten · Notenstein · Nye Huis · Olde Spijker · Oldenaller · Oldenhof (Driel) · Oldenhof (Heteren) · De Ooij · Oolde · Oud Oolde · Oosterhout · Ophemert · Opijnen · Oud Ampsen · Oude Blokhuis · Het Oude Loo · Oude Voorst · Oudenborch · Oud-Wisch · Huis te Overasselt · Overeng · Overhagen · Overlaar · 't Oye · Palmestein · De Parck · Persingen · Plekenpol · Ploen · Pluimenburg · Poederoijen · Poelwijck · Poelwijk · De Pol (Dreumel) · Huis de Poll (Huis te Gietelo) · De Poll (Huissen) · Pollenbering · Pollenstein · Puttenstein · Het Raasink · Ravenhorst · De Rees · Ressen · Reuversweerd · Reygersfoort · Rhijnestein · Huis Rijswijk · Rode Toren · Roode Wald · Rosande · Rosendael · Rossum · Rumpt · Ruurlo · Rijsselt · Schadewijk · Schaffelaar · Scherpenzeel · Schoonbroek · Schoonderbeek · Schoonenburg · Schuilenburg · Schuilkerke · Hof te Seelbeek · Sevenaer I · Sevenaer II · Sinderen (Oude IJsselstreek) · Sinderen (Voorst) · Slangenburg · Sleeburg · Slimsijp · De Snor · Soelen · Spaansweerd · Spaldorp · Spijk · Staverden · Sterkenburg · Swanepol · Tarthorst · Teisterbant (Kerk-Avezaath) · Teisterbant (Kerkdriel) · Ter Dicke · Tolhuis · Tolhuis (Tiel) · Tollenburg · Tongerlo · Toren van Wely · Tuil · Ubbergen · Uilenburg (Ewijk) · Uilenburg (Heteren) · Ulenpas · Ulft · Upladen · Valburg · Valkhofburcht · Valkhofpalts · Vanenburg · Varik · Hof te Varsseveld · 't Velde · Velhorst · Verwolde · Vierakker · De Voorst · Voorstonden · Vorden · Vosbergen · Vredenburg · Vredestein (Driel) · Vredestein (Ravenswaaij) · Vuren · Waardenburg · Waddestein · Wadenoijen · Waede · Wageningen · Walfort · 't Waliën · De Wardt · Watergoor · Watermeerwijk · Wayenstein (Huis te Herwijnen) · Well (Huis van Malsen) · Weijenrade · Westenburg · Westerholt · Weurt · De Wiersse · Wijenburg (Echteld) · De Wildenborch · De Wildt · Wilp · Wilperhorst · Winssen · Wisch · Wychen · Wolfswaard · Woolbeek · Yrst · IJzendoorn · Zeeland · Zilveren Spijker · Zuilichem · Zwaluwenburg · Zwanenburg (Heerde) · Zwanenburg (Megchelen)